# Chatot (Volk)

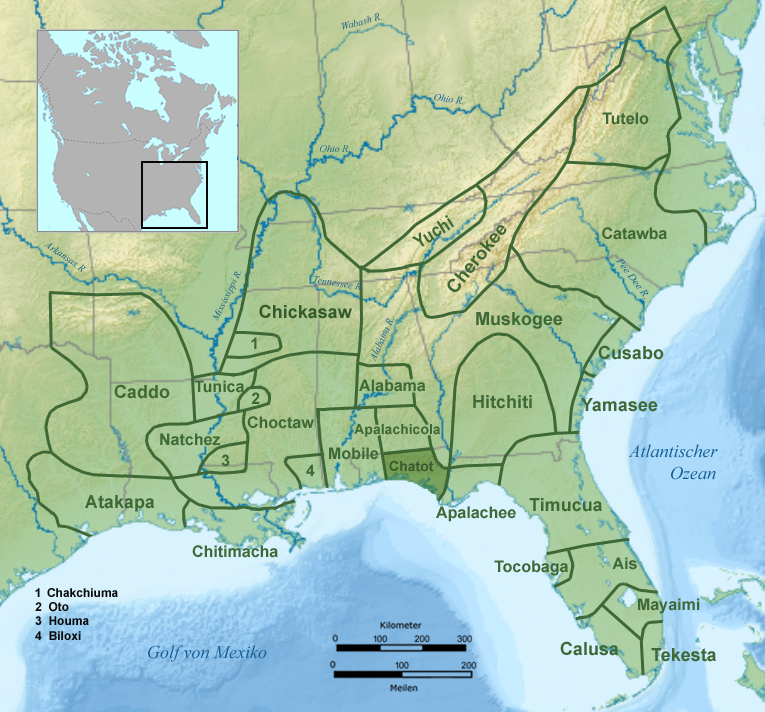
Stammesgebiet der Chatot im 17. Jahrhundert.

Die Chatot, auch Chacato oder Chactoo, waren ein nordamerikanisches Indianervolk, das am westlichen oberen Apalachicola und Chipola River im nordwestlichen heutigen Florida lebte. Sie sprachen einen Dialekt der Muskogee-Sprachen, vermutlich den gleichen wie die benachbarten Pensacola. Der Stamm gilt seit etwa 1760 als ausgestorben; ihre Nachkommen leben heute möglicherweise bei den Creek in Oklahoma und den Mikasuki in Florida.

## Geschichte
Die Kultur der Chatot ist den heutigen Anthropologen nahezu unbekannt, weil die Spanier keine schriftlichen Informationen darüber überliefert haben. Als die Briten nach dem gewonnenen Siebenjährigen Krieg um 1765 den Nordwesten Floridas besetzten, lebten die Nachkommen der Chatots bereits in Louisiana und hatten dort zahlreiche kulturelle Merkmale ihrer neuen Nachbarn übernommen. Zu dieser Zeit waren viele Indianer in Louisiana zum römisch-katholischen Glauben konvertiert und benutzen beim Handel mit Weißen die französische Sprache. Im 18. und frühen 19. Jahrhundert waren die Chatot bei französischen und britischen Händlern unter den unterschiedlichsten Namen bekannt, wie Chacato, Chaqto, Chatot, Chactot, Chactoo, Chacchou, Chaetoo und Chattoo.
Der erste Kontakt der Spanier zu den Chatot erfolgte 1639. Aus spanischen Quellen geht hervor, dass die Chatot westlich der Apalachee und südlich der Apalachicola lebten. Die Chatot ersuchten 1648 den spanischen Gouverneur, er möge Missionare zu ihnen schicken. Zu dieser Zeit begann der Handel mit den Spaniern und die Beziehungen waren zunächst friedlicher Art. Die angeforderten Missionare kamen erst 1674 in das Land der Chatot. Sie errichteten zwei Missionen, eine davon lag rund 35 km westlich vom Apalachicola River bei Marianna, die andere am Chipola River. Ein Teil der Chatot konvertierte zum katholischen Glauben und zog in sogenannte Missionsstädte. Beide Missionen mussten später geschlossen werden, weil ein Teil der nicht konvertierten Chatot gegen die Missionare revoltierte, die ihnen unter anderem die Polygamie verbieten wollten.
Diese Revolte gegen die Missionare endete kurzfristig, als Angehörige der Chisca, die weiter nördlich am Chattahoochee River lebten, die Missionsstädte der katholischen Chatot überfielen. Diese verbündeten sich mit den Apalachee aus Florida, um gegen die Chisca zu kämpfen. Spanische Truppen griffen zu dieser Zeit eine Stadt an, in der rund 300 Chatot, Pensacola und Chisca gemeinsam ein Fest feierten. Die Schlacht endete unentschieden. Die katholischen Chatot zogen in ein Dorf westlich des Zusammenflusses von Chattahoochee und Flint River, das San Carlos de los Chakatos hieß. Von den nicht konvertierten Chatot gibt es keine weiteren Informationen. Vermutlich sind die Überlebenden von anderen Stämmen aufgenommen worden.
1684 wurden einige Angehörige der Chatot von südlichen Shawnee gefangen und als Sklaven an britische Kolonisten in South Carolina verkauft. Die Apalachicola überfielen 1695 San Carlos de los Chakatos, vermutlich mit der Absicht, dort ebenfalls Sklaven zu fangen. 1702 drang eine Streitmacht, bestehend aus mindestens 800 Apalachee und Chatot sowie spanischen Soldaten und Milizionären, in das Gebiet der Apalachicola ein. Bei dem blutigen Gefecht am Flint River zwischen den Invasoren und einer Truppe verbündeter Apalachicola und Chicksaw starben insgesamt 600 Krieger beider Seiten. Angehörige der Creek, verstärkt durch britische Miliz aus den Carolinas, griffen die spanischen Missionen im Nordwesten Floridas an. Im August 1704 flüchteten deshalb 200 Chatot und eine unbekannte Anzahl Apalachee an die Mobile Bay, um Schutz bei den dortigen französischen Kolonisten zu suchen. Die Franzosen erlaubten Häuptling Juan von den Chatot, seiner Mutter Jacinta und 200 Stammesmitgliedern ein Stück Land an der Mündung des Mobile Rivers zu besiedeln. Das Gebiet hieß Oignonets und gehört heute zur Stadt Mobile.
Seit ihrem Aufenthalt am Mobile River waren die Chatot fest mit dem Glauben der französischen Katholiken verankert. 1707 wurde der Sohn des Häuptlings von französischen Priestern getauft. Zu dieser Zeit, so wird überliefert, beherrschten die Chatot sowohl die Choctaw- als auch die französische Sprache. Die große Flut von Fort St. Louis im Jahr 1711 zwang die Franzosen, Fort Louis nach Mobile zu verlegen. Die dort lebenden Chatot mussten den Ort verlassen und 7 km weiter südlich an den Dog River ziehen.
Die Chatot wurden 1763 letztmals in britischen Kolonialarchiven erwähnt. Als Verbündete der Franzosen mussten die Chatot Nordwestflorida verlassen und wurden in der Folge immer weiter nach Westen vertrieben. 1773 waren sie in Rapides Parish in Louisiana, 1796 befanden sie sich wahrscheinlich am Red River, 1803 am Bayou Boeuf und 1817 am Sabine River in Texas. Ihre Nachkommen leben vermutlich heute bei den Creek in Oklahoma und den Mikasuki in Florida.